# Yamili Bárbora de Nasif
Yamili Bárbora de Nasif (f. Rosario, septiembre de 2007) fue una política argentina del Partido Justicialista, que se desempeñó como senadora nacional por la provincia de Santa Fe entre 1973 y 1976.

## Biografía
Adhirió al peronismo, siendo dirigente del Partido Justicialista de Rosario.
En mayo de 1973 asumió como senadora nacional por la provincia de Santa Fe, formando parte del grupo de tres mujeres que se desempeñaron en la cámara alta del Congreso de la Nación Argentina a partir de esa fecha. En 1974 fue designada vicepresidenta primera del Senado.
Integró como vocal la Comisión Parlamentaria Mixta Revisora de Cuentas y la Comisión Administradora de la Biblioteca del Congreso de la Nación. Además fue secretaria de la Comisión de Acuerdos y de Relaciones Exteriores y Culto.
No pudo finalizar su mandato en el Senado, que se extendía hasta marzo de 1977, por el golpe de Estado del 24 de marzo de 1976. Se encontraba en la Casa Rosada junto a la presidenta María Estela Martínez de Perón la noche del golpe, asistiendo a la última reunión de gabinete.
Tras su fallecimiento en septiembre de 2007 fue homenajeada por el Concejo Municipal de Rosario.